# هروه میروز
هروه میروز (انگلیسی: Hervé Mirouze; ۱۰ دسامبر ۱۹۲۴ – ۱۷ ژوئیهٔ ۱۹۹۸) بازیکن فوتبال اهل فرانسه بود.
از باشگاه‌هایی که در آن بازی کرده‌است می‌توان به باشگاه ورزشی مون‌پلیه و باشگاه فوتبال کن اشاره کرد.